# Casa Domingo (Alcarràs)
La Casa Domingo és una obra d'Alcarràs (Segrià) inclosa a l'Inventari del Patrimoni Arquitectònic de Catalunya.

## Descripció
La casa Domingo es troba aïllada en el paisatge del terme municipal d'Alcarràs. Es troba a força alçada en el paisatge; i la seva volumetria s'orienta cap al pendent, quelcom que queda encara més accentuat per la coberta inclinada que arriba fins a terra de la part posterior.
Prop de la vora del marge es troben les habitacions de serveis, juntament amb la sala d'estar i el menjador, que ocupen dues plantes. Es crea un espai central buit que centra l'espai de tota la casa i a on se situa l'escala de caragol que comunica amb els dormitoris dels fills. A la segona planta es troben l'estudi i el dormitori principal cadascun en una banda. El resultat, doncs, és una estructura en forma de T que focalitza tota la vida i activitat de la casa a la sala d'estar. A la part posterior, on la coberta està inclinada, es desenvolupa un porxo sobre la piscina.
La volumetria de la casa, així com l’organització de l'espai domèstic, presenten una correlació directa amb la seva peculiar posició.